# Dentitio difficilis
Die Dentitio difficilis (von latein: dentitio ‚Zahndurchbruch‘ und difficilis ‚beschwerlich, schwierig‘) ist ein erschwerter Zahndurchbruch.

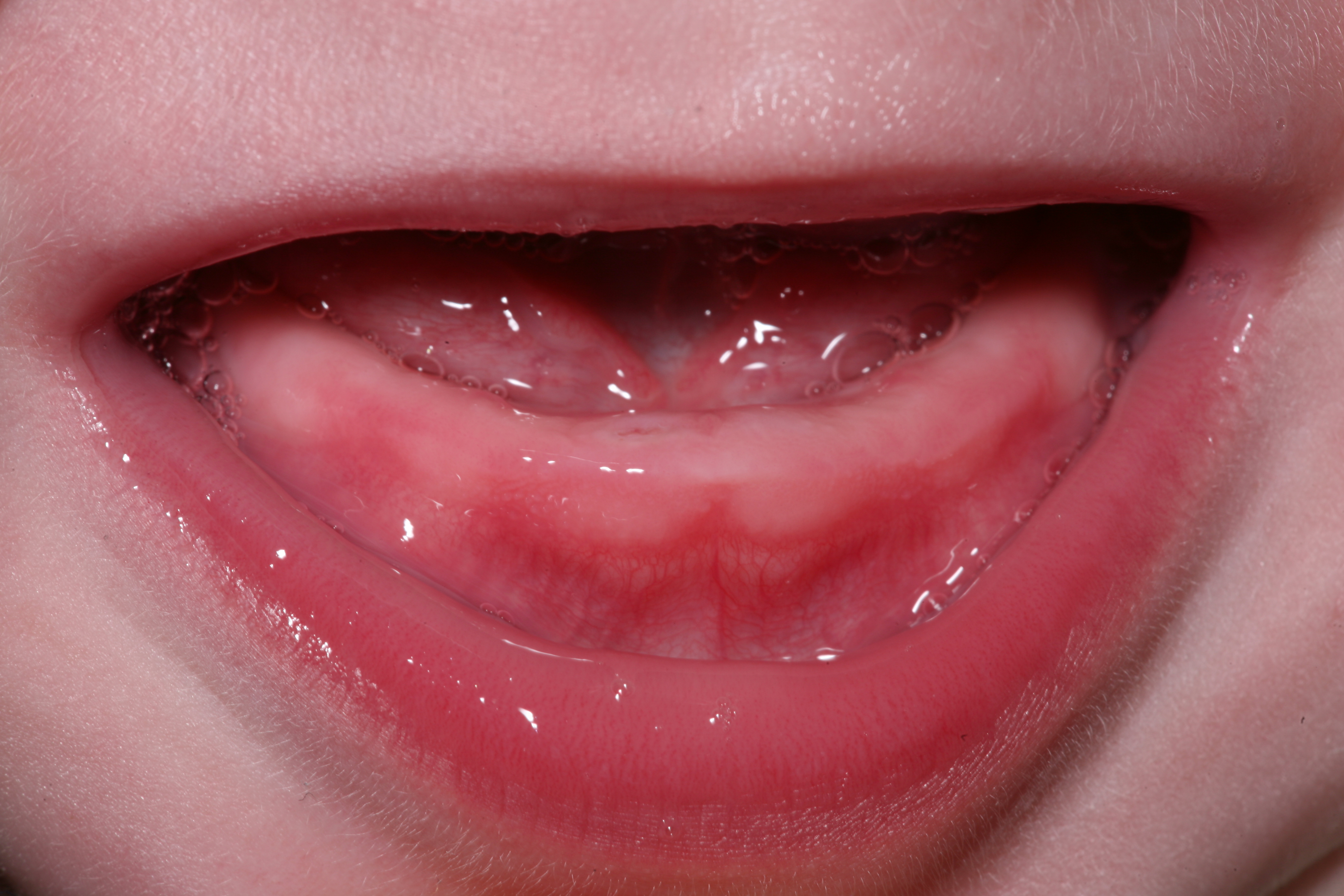
Untere Milchschneidezähne, kurz vor dem Durchbruch

## Dentitio difficilis im Milchgebiss
Der Durchbruch der Milchzähne (Erste (lacteale) Dentition, umgangssprachlich auch Zahnen) ist häufig mit einer schmerzhaften Entzündung der Schleimhaut und erhöhtem Speichelfluss verbunden.

## Dentitio difficilis im bleibenden Gebiss

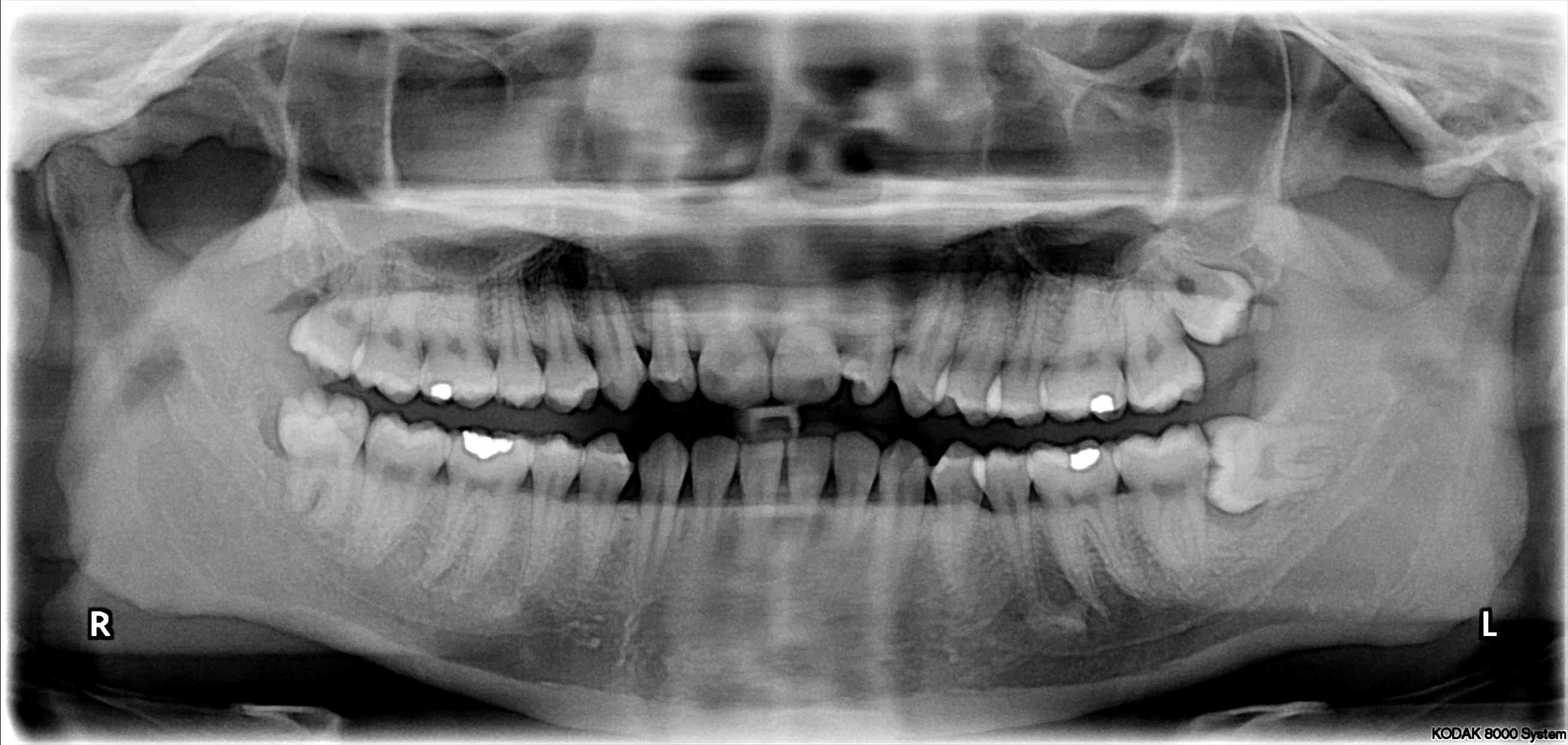
Orthopantomogramm eines voll bezahnten bleibenden Gebisses.
Zahn 28: Distale Zahnfleischtasche.
Zahn 38: Verlagerter Weisheitszahn mit „Schmutzwinkel“ zwischen den Zähnen.
Zahn 48: Ebenfalls distale Zahnfleischtasche.

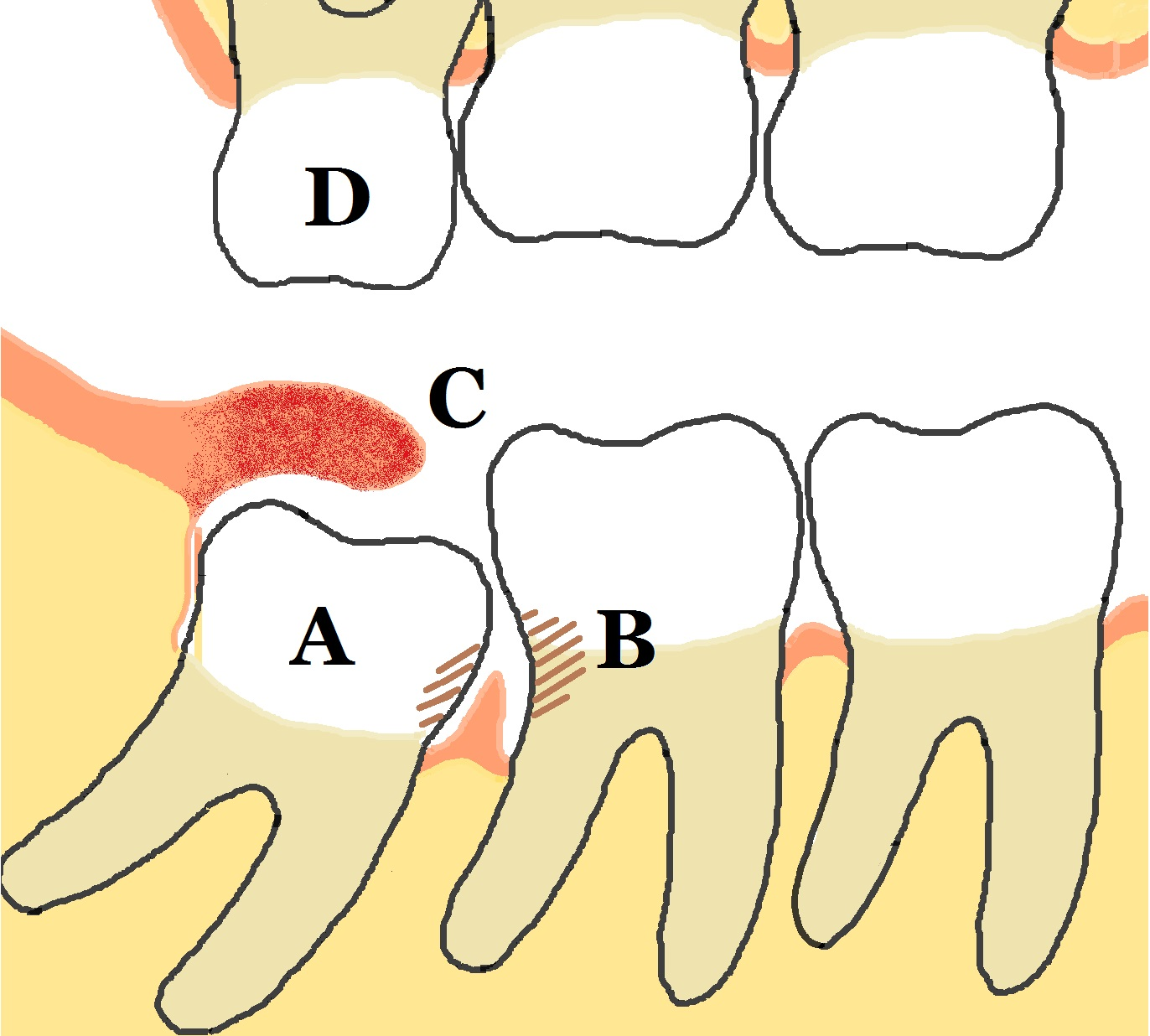
Mögliche Folgen:
A = Retinierter Weisheitszahn 48 mit mesialer Karies;
B = distale Karies am Zahn 47, dazwischen Gingivitis;
C = entzündete, künstliche Zahnfleischtasche;
D = Elongierter Zahn 18

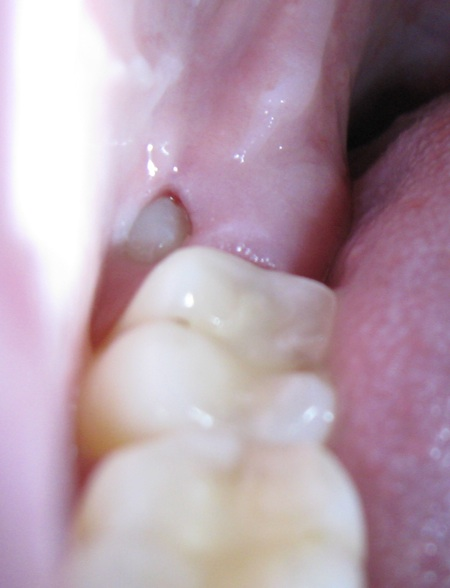
Durchbrechender Weisheitszahn 48 bei einer 22 Jahre alten Frau.

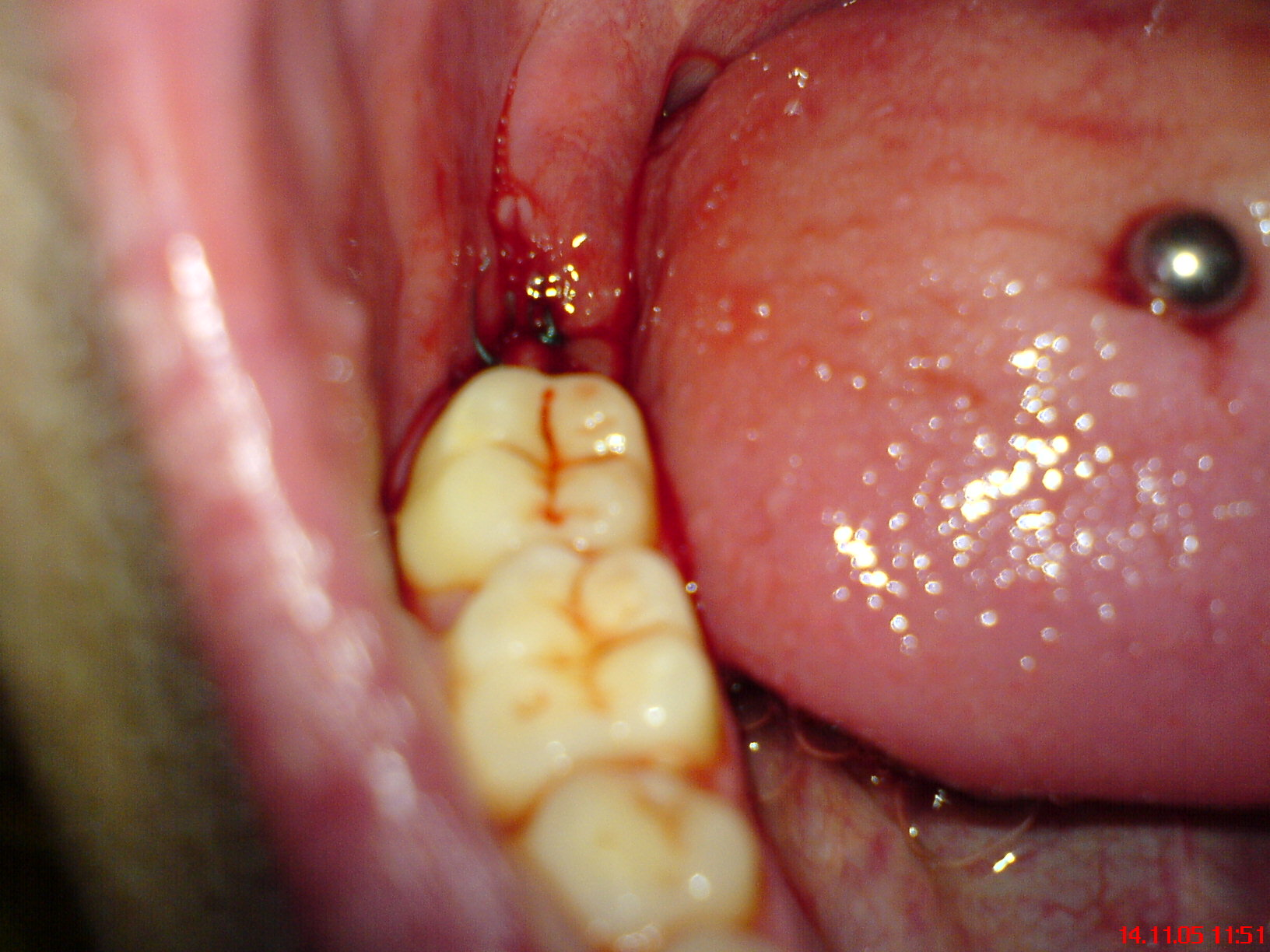
Wunde eines frisch extrahierten Weisheitszahns 48. Nebenbefund: Zungenpiercing

Synonym: Perikoronitis (von altgriechisch: περί (peri) ‚um, drum herum‘ und latein: corona ‚Krone‘)

### Ursache
Die Dentitio difficilis tritt als Dentitionsstörung im bleibenden Gebiss fast ausschließlich beim Durchbruch von Weisheitszähnen auf, vorwiegend im Unterkiefer.
Die Ursache liegt im Platzmangel für diese (zuletzt durchbrechenden) Zähne. Der Platzmangel entstand in der menschlichen Evolution durch eine bei zahlreichen Menschen entstandene Verkürzung des Unterkieferkörpers. Im Unterkiefer kommt hinzu, dass durch den aufsteigenden Ast des Unterkiefers (Ramus mandibulae) an der distalen Fläche der  Zahnkrone oft eine Zahnfleischtasche entsteht, die der Zahnreinigung nicht hinreichend zugänglich ist. In dieser künstlichen Zahnfleischtasche können sich Bakterien und Speisereste ansammeln, die zu einer eitrigen Entzündung führen. Besonders bei einem verlagerten oder teilretinierten Zahn ist diese Gefahr gegeben, wobei dann auch andere Zahnflächen als „Schmutzwinkel“ in Frage kommen. (Siehe nebenstehende Abbildung)

### Symptome
- Zahnfleischentzündung im perikoronalen Bereich
- Heftige Schmerzen
- Schwellung – bis hin zur Abszessbildung, eventuell mit Fieber
- Behinderte Mundöffnung (Kieferklemme), (vor allem, wenn Weisheitszähne betroffen sind)

### Therapie
Die Therapie liegt je nach Ausprägung des Krankheitsbildes darin, die Zahnfleischtasche zu reinigen und durch Einlegen eines Gazestreifens für einen Abfluss des eitrigen Sekrets zu sorgen oder die Zahnfleischkapuze zu excidieren. Bei einem Abszess muss dieser eröffnet werden, damit das eitrige Sekret abfließen kann. In diesem Stadium kann die Indikation zur Verabreichung eines Antibiotikums gegeben sein, falls bereits eine Kieferklemme, eine Parulis (Dicke Backe) oder Fieber besteht. Bei einer Rezidivgefahr ist das Mittel der Wahl, den Zahn nach Abklingen des akuten Stadiums operativ zu entfernen (Zahnosteotomie).